# JRuby
JRuby — интерпретатор языка программирования Ruby, написанный целиком на Java (оригинальный интерпретатор написан на Си). Из Ruby-кода в JRuby можно вызывать классы Java, таким образом можно получить доступ ко всем библиотекам, инфраструктурам и инструментам платформы Java. Также можно получить доступ к Ruby коду из Java. Имеется поддержка большинства встроенных классов, BSF.
Стандартное использование JRuby — это его встраивание в Java-приложение для поддержки скриптинга и ускорения разработки, что является преимуществом языка Ruby перед статическими языками. Также может использоваться для запуска Rails-приложений на Java-платформах.

## Ограничения
- JRuby может использовать только те библиотеки Ruby, которые написаны на чистом Ruby, без Си-расширений.
- JRuby медленнее при старте, но после запуска обгоняет Ruby 1.8 в большинстве тестов за счёт использования JIT.
- JRuby использует потоки Java, и поэтому не может поддерживать весь API Ruby для работы с потоками.